# Erg Ágoston
Erg Ágoston (Szatmár, 1905. május 9. – Milánó, 1939) magyar orvos, költő, író, kritikus, műfordító.

## Életútja
Középiskolai tanulmányait Máramarosszigeten a református kollégiumban kezdte, Szatmáron folytatta, végül Szegeden érettségizett 1923-ban. Orvosi tanulmányokat Bécsben, Padovában, Rómában folytatott, majd Olaszországban telepedett le, Milánóban nyitott rendelőt. 1922-ben Szegi Istvánnal közösen adta ki Vágyak és jajok című verseskötetét Szegeden. 1924-ben Bécsben több erdélyi születésű diáktársával a Fiatalok könyve című maga szerkesztette versantológiában szerepelt, majd Heves Ferenccel közös avantgárd verskötetet adott ki Groteszk plakát címmel (Wien-Máramarossziget, 1926).
1926-tól – a lap indulásától – kezdve a kolozsvári Korunk munkatársa, széles skálán elemezte az irodalmi és művészeti jelenségeket, ismertette az olasz szellemi élet haladó és retrográd megnyilatkozásait; először írt magyarul Proustról, érdekelte a pszichoanalízis.  Több írása jelent meg a Heves Ferenc szerkesztette Máramaros című hetilapban. Tamás Aladár budapesti folyóirata, a 100%, 1927-től kezdve futurista jellegű verseit, majd művészeti tanulmányait közölte, így az új szovjet képzőművészet ismertetését.
Az 1930-as évek elejétől újra Milanóban dolgozott. A faji üldöztetés miatt belépett a Frateres Misericordiae szerzetesrendbe. Ismeretlen körülmények közt halt meg, állítólag öngyilkos lett. Nekrológjában Gaál Gábor Erg költészetének a realizmus felé tisztuló avantgárd jellegét emelte ki. Színérváraljáról az 1970-es években került elő Balogh Feri halála c. regénye, melynek egy részletét annak idején 2400 kalória cím alatt közölte a 100%. Az ötszáz lapnyi kéziratot a Petőfi Irodalmi Múzeum őrzi Budapesten.